# Alitretinoin
Alitretinoin, hoặc axit 9-cis-retinoic, là một dạng vitamin A. Nó cũng được sử dụng trong y học như là một chất chống ung thư (chống ung thư) được phát triển bởi Ligand Dược phẩm. Nó là một retinoid thế hệ đầu tiên. Ligand đã được Cục quản lý Thực phẩm và Dược phẩm Hoa Kỳ (FDA) phê duyệt cho alitretinoin vào tháng 2/1999.

## Sử dụng trong y tế

### U Kaposi
Tại Hoa Kỳ, alitretinoin tại chỗ (dưới dạng gel; tên thương mại Panretin) được chỉ định để điều trị các tổn thương da ở sarcoma liên quan đến AIDS. Alitretinoin không được chỉ định khi cần điều trị toàn thân chống sarcoma Kaposi. Nó đã nhận được phê duyệt EMA (11 tháng 10 năm 2000) và FDA (2 tháng 3 năm 1999) cho chỉ định này.

### Bệnh chàm tay mạn tính
Với tên thương mại Toctino (được tiếp thị bởi GSK, Vương quốc Anh), nó đã được cấp quyền theo toa ở Anh (08/09/2008) để sử dụng đường uống trong bệnh chàm tay mạn tính. Vào tháng 5 năm 2009, Viện Sức khỏe và Xuất sắc Lâm sàng Quốc gia (NICE) đã ban hành hướng dẫn sơ bộ  về việc sử dụng Alitretinoin để điều trị bệnh chàm tay mạn tính nghiêm trọng ở người lớn. Khuyến cáo cho biết chỉ những bệnh nhân mắc bệnh chàm tay mạn tính nặng không đáp ứng với corticosteroid tại chỗ mạnh, thuốc ức chế miễn dịch đường uống hoặc liệu pháp quang học mới được dùng thuốc. Hướng dẫn cuối cùng của NICE dự kiến vào tháng 8 năm 2009.

## Tác dụng phụ

### Tác dụng phụ theo tần số
Sử dụng toàn thân, khi được sử dụng để điều trị bệnh chàm tay mạn tính 
Rất phổ biến (tần số> 10%):
- Đau đầu
- Tăng triglyceride máu
- Lipoprotein mật độ cao giảm
- Tăng cholesterol máu

Phổ biến (tần số 1-10%):
- Thiếu máu
- Tăng khả năng liên kết sắt
- Giảm bạch cầu đơn nhân
- Tăng tiểu cầu
- TSH giảm
- T4 miễn phí giảm
- Rửa
- Viêm kết mạc
- Khô mắt
- Kích ứng mắt
- Transaminase tăng
- Da khô
- Môi khô
- Viêm môi
- Chàm
- Viêm da
- Erythema
- Rụng tóc
- Đau khớp
- Đau cơ
- Tăng creatine phosphokinase máu

Không phổ biến (tần số 0,1-1%):
- Mờ mắt
- Đục thủy tinh thể
- chảy máu mũi
- Ngứa
- Phát ban
- Tẩy da chết
- Bệnh chàm da
- Xuất huyết
- Viêm cột sống dính khớp

Hiếm (tần số <0,1%):
- Tăng huyết áp nội sọ lành tính
- Viêm ống dẫn tinh

Tần số không xác định:
- Phản ứng phản vệ
- Quá mẫn
- Phiền muộn
- Thay đổi tâm trạng
- Ý tưởng tự sát
- Giảm tầm nhìn ban đêm

Sử dụng tại chỗ cho U Kaposi 
Rất phổ biến (tần số> 10%):
- Phát ban (77%)
- Đau (34%)
- Ngứa (11%)

Phổ biến (tần số 1-10%):
- Viêm da tróc vảy
- Phù
- Thay đổi da
- Gây tê

### Chống chỉ định
Mang thai là một chống chỉ định tuyệt đối như với hầu hết các sản phẩm vitamin A khác, cũng nên tránh sử dụng khi sử dụng toàn thân ở bất kỳ phụ nữ nào có khả năng sinh con và không dùng biện pháp phòng ngừa để tránh thai. Toctino (công thức viên nang uống alitretinoin) có chứa dầu đậu nành và sorbitol. Bệnh nhân bị dị ứng với đậu phộng, đậu nành hoặc không dung nạp fructose di truyền hiếm gặp không nên dùng thuốc này. Nó cũng chống chỉ định ở các bà mẹ cho con bú. Công thức đường uống của alitretinoin chống chỉ định ở những bệnh nhân bị:
- Suy gan
- Nặng bệnh thận mãn tính
- Không được kiểm soát tăng cholesterol máu
- Không được kiểm soát tăng triglyceride máu
- Không được kiểm soát suy giáp
- Quá liều vitamin A
- Quá mẫn cảm với bất kỳ tá dược nào trong alitretinoin

### Tương tác
Nó là chất nền CYP3A4 và do đó, bất kỳ chất ức chế hoặc chất cảm ứng nào của enzyme này có thể làm thay đổi nồng độ alitretinoin trong huyết tương. Nó không nên được cung cấp cho bệnh nhân có vitamin A dư thừa trong hệ thống của họ vì có khả năng hành động của nó trên thụ thể X retinoid sẽ bị trầm trọng hơn. Nó cũng có thể tương tác với tetracycline để gây tăng huyết áp nội sọ lành tính.

### Quá liều
Alitretinoin là một dạng vitamin A. Alitretinoin đã được sử dụng trong các nghiên cứu lâm sàng ung thư với liều lượng hơn 10 lần so với liều điều trị được đưa ra cho bệnh chàm tay mạn tính. Các tác dụng phụ quan sát được phù hợp với độc tính của retinoid, và bao gồm đau đầu dữ dội, tiêu chảy, đỏ bừng mặt và tăng triglyceride máu. Những hiệu ứng này đã được đảo ngược.

## Cơ chế hoạt động
Alitretinoin được cho là phối tử nội sinh (một chất tự nhiên xuất hiện trong cơ thể kích hoạt thụ thể này) đối với thụ thể X retinoid, nhưng nó cũng kích hoạt thụ thể axit retinoic.